# 리아 리플리
리아 리플리(Rhea Ripley, 1996년 10월 11일 ~ )는 호주의 여자 프로레슬링선수다. 본명은 데미 바넷(Demi Bennett)이지만 키는 170cm에다가 몸무게는 77kg이다. 피니쉬는 캐논볼, 카트휠 힐 킥, 크로스라인 프롬 헬(런닝 래리어트), 크로스페이스, 싯아웃 밀리터리 프레스 바디 슬램 파일드라이버, 오버 더 숄더 벨리 투 백 파일드라이버, 리어 네이키드 초크, 스피닝 백 찹, 립타이드(펌프핸들 파워밤), 풀 넬슨 슬램, 프리즌(버티컬 클로버리프), 월스 오브 제리코(리프팅 보스턴 크랩)라는 사용을 한다. 2013년 프로레슬링 입문으로 밝혀졌다. 호주의 사우스오스트레일리아 애들레이드에서 살았다고 한다. 

## 기타
- 더 미즈에게서 프로레슬링에 대한 기술을 얻었다고 한다.
- 럭비, 아이스하키, 수영, 가라테 등 다른 운동도 잘한다고 한다.

## Professional wrestling highlights
- Finshing moves
  - Cannonball - 2017-2018
  - Cartwheel heel kick - 2015-2017
  - Clothline From Hell (Running lariat) - 2018-present
  - Crossface - 2015-2017
  - Full nelson slam - 2017-2018
  - Stiout military press body slam piledriver - 2013-2015
  - Over the shoulder belly to back piledriver - 2015-2017
  - Prison (Reverse cloverleaf) - 2018-present
  - Rear naked choke - 2013-2015
  - Riptide (Pumphandle powerbomb) - 2018-present
  - Spinning back chop - 2013-2015
  - Walls of Jericho (Lifting boston crab) - 2017-2018
- Signature movers
  - Backbreaker
  - Bearhug
  - Body slam
  - Headbutt
  - Modified gory special
  - Multiple high knee variations
    - Diving
    - Jumping
    - Running
    - Sliding

  - Multiples kick variations
    - Low front drop
    - Jumping calf
    - Running big boot

  - Multiples suplex variations
    - Delayed vertical
    - Fisherman
    - Northern lights

  - Pop up toss
  - Shin breaker
- Nicknames
  - "The Nightmare"
- Entrance themes
  - "Second & Sebring" by Of Mice & Men (Independent circuit; 2013-2017)
  - "Brutality" by CFO$ feat. Ash Costello (WWE NXT/WWE; 2017-2022)
  - "The Other Side" by Alter Bridge (WWE; 2022-2024; used as a member of The Judgment Day)
  - "Demon in Your Dreams" by Def Rebel feat. Motionless in White (WWE; 2022-present)

## 수상
- 브레익쓰루 레슬러 오브 더 이열 (2019)
- 팩션 오브 더 이열 (2023) - 저지먼트 데이
- 팩션 오브 더 이열 (2023) - 에스 파트 오브 저지먼트 데이
- 위민 오브 더 이열 (2023)
- 랭크드 넘버 11 오브 더 탑 100 피멜 레슬링 인 더 PWI 위민즈 100 인 2020
- 랭크드 넘버 1 오브 더 탑 250 피멜 레슬링 인 더 PWI 위민즈 250 인 2023
- 랭크드 넘버 3 오브 더 탑 250 피멜 레슬링 인 더 PWI 위민즈 250 인 2024
- RCW 위민스 챔피언 (2회)
- 랭크드 넘버 7 오브 더 탑 10 위민스 레슬링 인 2019
- 랭크드 넘버 2 오브 더 탑 10 레슬링 오브 2023
- 위민스 레슬링 MVP (2023)
- WWE NXT UK 위민스 챔피언 (1회)
- WWE NXT UK 위민스 챔피언 토너먼트 (2018)
- WWE NXT 위민스 챔피언 (1회)
- WWE RAW 위민스 챔피언 (1회)
- WWE 위민스 월드 챔피언 (2회)
- WWE 위민스 태그팀 챔피언 (1회) - 니키 A.S.H.
- WWE 위민스 로얄 럼블 (2023)
- 세븐즈 트리플 크라운 챔피언
- 피플스 위민스 그랜드 슬램 챔피언
- 슬리미 어워드 (3회)
  - 매치 오브 더 이열 (2024) - 샬럿 플레어 포어 더 WWE 스맥다운 위민스 챔피언쉽 엑트 WWE 레슬매니아 39
  - 팩션 오브 더 이열 (2024) - 에스 멤버 오브 저지먼트 데이
  - 피멜 슈퍼스타 오브 더 이열 (2024)